# Chronologie de la société Schneider
La chronologie de la société Schneider et Cie donne des jalons historiques concernant cet ancien groupe industriel français d’importance internationale, dont le site historique est situé au Creusot. Elle énumère les principaux faits et événements qui jalonnent la vie de la société. La période retenue s'étend de sa création en 1836 à sa réorganisation en 1970, qui mena à la création de Creusot-Loire.
Les tableaux qui suivent donnent un regard selon quatre axes :
- Le site du Creusot : installation des outils de production, événements et réalisations remarquables
- Les autres sites du groupe : ouverture des autres sites industriels, événements et réalisations remarquables sur ces sites
- Les événements importants : directement ou parfois indirectement liés aux sites du groupe, mais ayant influencé leur vie et leur développement
- L’aménagement de la ville du Creusot  et les œuvres sociales : développement de la ville, et mise en place du système social

## 1836: l'arrivée des Schneider
Au début du XIXe siècle, le Creusot abrite des forges, qui jouissent de la construction fin XVIIIe siècle du Canal du Centre. Adolphe et son cadet Eugène Schneider s'associent en 1836 à Louis Boigues et François-Alexandre Seillière pour racheter ces forges du Creusot.
| Année | Événements importants |
| 1802  | Naissance d'Adolphe Schneider. |
| 1805  | Naissance d'Eugène Schneider (Eugène 1er). |
| 1836  | Rachat des forges du Creusot par les frères Schneider et leurs associés. Création de la Société en commandite par actions Schneider Frères et Cie. |

## De 1837 à 1875: Adolphe et Eugène1erSchneider
Après le rachat des forges du Creusot par les frères Adolphe et Eugène 1er Schneider, cette période voit le début de la modernisation et du développement de l’usine du Creusot, et la création de l’usine de Chalon-sur-Saône. Les deux frères imaginent dès le début la construction de locomotives à vapeur, ainsi que la construction navale. À la mort d’Adolphe en 1845, Eugène 1er devient seul dirigeant, et poursuit les actions d’innovation et de développement des ateliers, ainsi que d’expansion des sources d’approvisionnement en minerai de fer et de charbon. Il initie la construction des Ponts et Charpentes métalliques, et la défaite de 1870 donne l’opportunité de lancer la production d’artillerie.
|      | Site du Creusot                                                                                        | Autres Sites du Groupe                                                                                      | Évènements importants | Aménagement de la ville du Creusot – Œuvres sociales                                   |
| 1837 | 4 hauts-fourneaux.                                                                                     | Installation d’une voie ferrée reliant Le Creusot au Canal du Centre.                                       | | Création des premières écoles communales et industrielles.                             |
| 1838 | 2+6 premières locomotives à vapeur, (chemin de fer Paris-Versailles).                                  | | | Organisation médicale gratuite. Caisse de secours et d’épargne.                        |
| 1839 | | Ouverture des Chantiers de Construction de bateaux à vapeur à Chalon-sur-Saône,.                            | |                                                                                        |
| 1840 | Locomotives à vapeur pour l’Italie : 1re exportation.                                                  | 1re machine à vapeur pour navire de guerre à Chalon-sur-Saône.                                              | Naissance Henri Schneider. |                                                                                        |
| 1841 | 1er marteau-pilon à vapeur de François Bourdon,. Installation de machines-outils fabriquées sur place. | | |                                                                                        |
| 1842 | | Installation d’une usine de produits réfractaires à Perreuil.                                               | |                                                                                        |
| 1844 | | | | École et atelier pour fabrication à la main de la dentelle, jusqu’en 1866.             |
| 1845 | 5e haut-fourneau.                                                                                      | | Mort Adolphe Schneider. La Société devient « MM.Schneider et Cie ».                                                                                       | Construction de « casernes » de logements ouvriers. Construction d’un premier hôpital. |
| 1846 | Ateliers de montage des locomotives.                                                                   | | |                                                                                        |
| 1847 | 7 hauts-fourneaux.                                                                                     | | | Service gratuit de garde-malades à domicile.                                           |
| 1848 | | | | 1re dénomination des rues. Église Saint-Laurent.                                       |
| 1849 | Extension du Site industriel (nouveaux hauts-fourneaux et nouveaux fours à coke).                      | | |                                                                                        |
| 1850 | Construction de nouveaux ateliers de montage de locomotives.                                           | | |                                                                                        |
| 1853 | | Exploitation des mines de fer de Mazenay. Début de la fabrication de ponts métalliques à Chalon-sur-Saône,. | |                                                                                        |
| 1855 | Mise au point des plaques de blindage.                                                                 | | |                                                                                        |
| 1856 | | | | École de la Croix-Menée. 1re École Spéciale.                                           |
| 1857 | 10 hauts-fourneaux.                                                                                    | Voie ferrée Chagny-Nevers. Début de la fabrication de charpentes métalliques à Chalon-sur-Saône,.           | |                                                                                        |
| 1860 | | | Traité de Commerce franco-britannique : abaissement des droits d’entrée (ouverture à la concurrence étrangère, et nécessité de développement des Usines). | 1re cité ouvrière.                                                                     |
| 1861 | Début de construction grande forge à laminoirs.                                                        | | | Gare Paris-Lyon-Méditerranée (PLM).                                                    |
| 1862 | | Voie ferrée de l’Usine à Mazenay. Captage des eaux de Saint-Sernin.                                         | |                                                                                        |
| 1863 | Mise en marche grande forge (production 150 000 t par an).                                             | | | Construction d’un nouvel hôpital.                                                      |
| 1865 | Mise en marche des premières tôleries.                                                                 | | | Cité à maisons individuelles (La Villedieu). Église Saint-Charles.                     |
| 1866 | Livraison de 16 locomotives à vapeur à l’Angleterre (Great Eastern Railways).                          | | |                                                                                        |
| 1867 | Mise en marche de l’aciérie Martin,. 14 hauts-fourneaux en fonction. Ateliers forges terminés.         | Ouverture de la voie ferrée Chagny-Nevers passant par le Creusot.                                           | Participation à l’Exposition Universelle – Paris. |                                                                                        |
| 1868 | Rails en acier Martin.                                                                                 | | Naissance Eugène Schneider (Eugène II). |                                                                                        |
| 1869 | | Exploitation des Houillères de Decize-la-Machine et de Longpendu.                                           | |                                                                                        |
| 1870 | Début de production d’artillerie,. 2 convertisseurs Bessemer de 6 t. Fours à puddler mécaniques.       | | |                                                                                        |
| 1872 | 2 convertisseurs Bessemer de 8 t.                                                                      | | | Bâtiments de la Direction.                                                             |
| 1873 | 6 fours Martin.                                                                                        | | | 4 groupes d’écoles communales : Centre, Ouest, Sud, Est. Écoles Spéciales.             |
| 1874 | 2 convertisseurs Bessemer de 8 t. Marteau-pilon de 27 t (forgeage canons).                             | | | Cité ouvrière à Montchanin.                                                            |
| 1875 | Nouvel atelier de forgeage.                                                                            | Captage des eaux du Rançon.                                                                                 | Mort Eugène Schneider (Eugène 1er). | Cité à maisons individuelles (Saint-Eugène).                                           |

## De 1876 à 1898: Henri Schneider
Sous la gérance d’Henri Schneider, les usines continuent leur modernisation (machines à vapeur, marteaux-pilons, presses hydrauliques de forgeage), et développent les fabrications mécaniques de haute qualité pour l’armement. Le processus d’électrification des ateliers est enclenché.
|      | Site du Creusot | Autres Sites du Groupe                                       | Évènements importants                               | Aménagement de la ville du Creusot – Œuvres sociales                                                                            |
| 1876 | Marteau-pilon de 100 t,. |                                                              |                                                     | |
| 1877 | Transformation de la tôlerie avec fours à gaz Siemens. Atelier spécial pour la fabrication des plaques de blindage et des canons de gros calibres. |                                                              |                                                     | Caisse de Retraite. |
| 1878 | Marteau-pilon de 20 t. 7e four Martin de 20 t. |                                                              | Participation à l’Exposition universelle – Paris.   | Construction d'un nouvel hôpital. Statue Eugène Schneider.                                                                      |
| 1879 | Nouvel haut-fourneau allumé par F.de Lesseps. Acier Bessemer basique. 1er convertisseur Thomas.                                                    |                                                              |                                                     | |
| 1880 | Trempe verticale des canons de gros calibres. |                                                              |                                                     | |
| 1882 | |                                                              |                                                     | Église Saint-Henri. |
| 1883 | Début fabrication machines à vapeur Corliss-Schneider,, et équipement ateliers d’ajustage et de chaudronnerie. 13 hauts-fourneaux.                 |                                                              |                                                     | Maison de Retraite (> 65 ans).                                                                                                  |
| 1884 | Marteau-pilon de 40 t. Transformation de la tôlerie avec laminage en trio.                                                                         |                                                              |                                                     | |
| 1885 | 1re presse hydraulique Whitworth de 6 000 t,. | Début de construction de torpilleurs à Chalon-sur-Saône.     | Loi autorisant l’exportation du matériel de guerre. | Écoles Spéciales. |
| 1887 | Fonderie d’acier. |                                                              |                                                     | Maison de Retraite. |
| 1888 | Construction de l’atelier Nord d’artillerie, du polygone et d’ateliers de construction mécanique, et d’un atelier d’électricité.                   |                                                              |                                                     | |
| 1889 | Mise au point des aciers au Nickel, et première application à la fabrication des plaques de blindage.                                              |                                                              |                                                     | |
| 1890 | Presse hydraulique de 2 000 t. |                                                              |                                                     | |
| 1891 | |                                                              |                                                     | École des Équipages (rue des Équipages).                                                                                        |
| 1892 | Agrandissement des ateliers d’usinage. Atelier spécial pour la fonderie d’acier.                                                                   |                                                              |                                                     | |
| 1893 | 8e four Martin de 25 t. |                                                              |                                                     | |
| 1894 | |                                                              |                                                     | Inauguration de l’Hôtel-Dieu (hôpital actuel de la ville du Creusot). Tunnel sous la ville pour relier les Aciéries à la Forge. |
| 1895 | Début de l’électrification des ateliers. Presse hydraulique de 1 200 t.                                                                            |                                                              |                                                     | |
| 1896 | Presses hydrauliques de 3 000 t et 10 000 t. | Construction de la gare de Santiago du Chili.                |                                                     | |
| 1897 | Fabrication du canon de 75. Construction d’ateliers de matériels électriques.                                                                      | Atelier d’artillerie du Havre et polygone de tir du Hoc.     |                                                     | Parc de loisirs de la Mouillelongue pour les employés.                                                                          |
| 1898 | Construction de l’atelier Sud d’artillerie. | Construction de la charpente du pont Alexandre III à Paris,. | Mort Henri Schneider. Naissance Charles Schneider.  | |

## De 1899 à 1942: Eugène II Schneider
Cette période de gérance par Eugène II Schneider voit la continuation de la modernisation des ateliers (aciéries, laminoirs, constructions mécaniques), le développement des productions d’artillerie pendant la première guerre mondiale, le début des productions des locomotives électriques, ainsi que la mise en œuvre de la nouvelle technologie de l’équipement électrique, et une ouverture à l'international.
|      | Site du Creusot | Autres Sites du Groupe                                                                                                 | Évènements importants                                                                                 | Aménagement de la ville du Creusot – Œuvres sociales                                 |
| 1899 | Agrandissement des ateliers de forgeage.                                                                                 | | | Cours Supérieur (préparation Grandes Écoles).                                        |
| 1900 | 1re locomotive électrique d’essai. Alimentation électrique des ateliers.                                                 | | Participation à l’Exposition universelle – Paris.                                                     | École de formation professionnelle.                                                  |
| 1901 | | | | Hôtel de Ville. Parc de loisirs de Montporcher pour les ouvriers.                    |
| 1903 | | Début assemblages par soudure aux ateliers de Chalon-sur-Saône. Atelier d’électricité à Champagne-sur-Seine,.          | |                                                                                      |
| 1905 | | Ateliers d’artillerie et champ de tir à longue portée à Harfleur. Premiers sous-marins (ateliers de Chalon-sur-Saône). | |                                                                                      |
| 1906 | | | Création de 4 Directions (Personnel, Finance-Comptabilité, Commerce, Exploitation),.                  | École ménagère.                                                                      |
| 1907 | | | Création de la Direction des Travaux Publics (DTP). Achat usine d’artillerie Poutilov (Russie).       |                                                                                      |
| 1908 | | | | Maison de famille (enfants de veufs ou veuves).                                      |
| 1909 | | Station d’essais des sous-marins de l’Anse du Creux-Saint-Georges.                                                     | | 2e école ménagère.                                                                   |
| 1910 | | | | 3e école ménagère. Nouvelle salle des Fêtes.                                         |
| 1912 | | | Augmentation importante des commandes d’artillerie.                                                   |                                                                                      |
| 1913 | Début de construction de l’usine du Breuil.                                                                              | | | Église Saint-Eugène.                                                                 |
| 1914 | | Captage des eaux des étangs du Martinet et de la Noue.                                                                 | Création de SOMUA (Société d’Outillage Mécanique et d’Usinage d’Artillerie),.                         |                                                                                      |
| 1916 | Production de chars d’assaut. Début de construction de l’usine H.P.Schneider à Montchanin (fonderie de fonte et bronze). | | |                                                                                      |
| 1917 | 1er four électrique. | | | Restaurant ouvrier.                                                                  |
| 1918 | Nouvelle aciérie au Breuil.                                                                                              | | |                                                                                      |
| 1919 | Suppression du Service d’artillerie au Creusot, remplacé par les Services Turbines et Locomotives.                       | | |                                                                                      |
| 1920 | Atelier de Mécanique générale au Breuil.                                                                                 | | | Maternité.                                                                           |
| 1921 | | | | Le Creusot a 38 000 habitants (maximum). Nouvelles écoles Schneider, rue Clemenceau. |
| 1923 | | | | Statue Henri Schneider.                                                              |
| 1925 | Début d’alimentation électrique des ateliers depuis le barrage de Chancy-Pougny,.                                        | | |                                                                                      |
| 1929 | | | Acquisition licence Westinghouse, et création de SW (Le Matériel Électrique Schneider–Westinghouse),. |                                                                                      |
| 1930 | Électrification des laminoirs.                                                                                           | | |                                                                                      |
| 1931 | Électrification des ateliers de forgeage.                                                                                | | |                                                                                      |
| 1934 | Locomotives Diesel-électriques.                                                                                          | | |                                                                                      |
| 1935 | Arrêt des hauts-fourneaux.                                                                                               | | |                                                                                      |
| 1937 | | | Nationalisation des ateliers d’artillerie et des industries d’armement.                               |                                                                                      |
| 1940 | | | Occupation des usines du Creusot et de Chalon-sur-Saône par l’armée allemande.                        |                                                                                      |
| 1942 | | | 1er bombardement par avions alliés au Creusot. Mort Eugène Schneider (Eugène II).                     |                                                                                      |

## De 1943 à 1960: Charles Schneider
À la mort d’Eugène II Schneider, et à la fin de la seconde guerre mondiale, son fils Charles Schneider entreprend de reconstruire l’usine et la ville du Creusot après les bombardements qu’elles ont subis. Cette période est marquée ensuite par le développement dans le domaine de l’industrie nucléaire.
|      | Site du Creusot                                                                   | Autres Sites du Groupe                                           | Évènements importants | Aménagement de la ville du Creusot – Œuvres sociales |
| 1943 |                                                                                   |                                                                  | 2e bombardement par avions alliés au Creusot. |                                                      |
| 1944 |                                                                                   |                                                                  | Libération du Creusot. |                                                      |
| 1949 |                                                                                   |                                                                  | Schneider et Cie une holding, avec 3 filiales : - Société des Forges et Ateliers du Creusot (SFAC) - Compagnie Industrielle de Travaux (CITRA) - Société Générale Française des Mines | Maison des Anciens.                                  |
| 1951 | Dernières locomotives à vapeur.                                                   |                                                                  | |                                                      |
| 1954 | Presse de 6 000 t. Construction du réacteur de la centrale nucléaire de Marcoule. |                                                                  | |                                                      |
| 1955 | Aciéries électriques.                                                             |                                                                  | Record du monde sur rail par la locomotive électrique BB 9004 (Ruban Bleu de la Traction Ferroviaire) 331 km/h.                                                                       |                                                      |
| 1957 | Nouvelle aciérie électrique.                                                      | Arrêt des productions navales des chantiers de Chalon-sur-Saône. | | Maison d’accueil des célibataires.                   |
| 1958 |                                                                                   |                                                                  | Création de Framatome,. |                                                      |
| 1959 | Électrification de la tôlerie forte.                                              |                                                                  | |                                                      |
| 1960 |                                                                                   |                                                                  | Mort Charles Schneider. |                                                      |

## De 1960 à 1970
Cette période qui se termine par la création du groupe Creusot-Loire, marque la fin de l’influence des Schneider sur le groupe qu’ils ont fondé et développé.
|      | Site du Creusot                                                            | Autres Sites du Groupe | Évènements importants | Aménagement de la ville du Creusot – Œuvres sociales |
| 1963 |                                                                            |                        | Achat d’actions du groupe Schneider par le groupe Empain.                                                                                                 |                                                      |
| 1964 | Production de la 1re Cuve de réacteur nucléaire pour la centrale de Chooz. |                        | |                                                      |
| 1966 |                                                                            |                        | Schneider et Cie devient une société anonyme. |                                                      |
| 1969 | Commande de la centrale de Tihange 1.                                      |                        | Le groupe Schneider devient le groupe Empain-Schneider.                                                                                                   |                                                      |
| 1970 |                                                                            |                        | Fusion de la Société des Forges et Ateliers du Creusot (SFAC) et de la Compagnie des Ateliers et Forges de la Loire (CAFL) dans la société Creusot-Loire. |                                                      |